# بووانژ-اترت
بووانژ-اترت (به لوکزامبورگی: Béiwen-Atert) یک شهرداری در استان مرش کشور لوکزامبورگ است که ۱۸٫۸۷ کیلومترمربع مساحت دارد و جمعیت آن در سال ۲۰۰۹ میلادی ۱۹۹۵ نفر بوده‌است.